# Microstachys faradianensis
Microstachys faradianensis är en törelväxtart som först beskrevs av Lucien Beille, och fick sitt nu gällande namn av Hans-Joachim Esser. Microstachys faradianensis ingår i släktet Microstachys och familjen törelväxter. Inga underarter finns listade i Catalogue of Life.